# Kabupaten Sragen
Kabupaten Sragen är ett kabupaten i Indonesien.   Det ligger i provinsen Jawa Tengah, i den västra delen av landet, 500 km öster om huvudstaden Jakarta. Antalet invånare är 898 327.